# Supercoppa spagnola 2012 (pallavolo femminile)
La Supercoppa spagnola 2012 si è svolta il 1º novembre 2012: al torneo hanno partecipato due squadre di club spagnole e la vittoria finale è andata per la prima volta all'Haro.

## Regolamento
Le squadre hanno disputato una gara unica.

## Squadre partecipanti
| Squadra    | Qualificazione                        | Ultima partecipazione    |
| ---------- | ------------------------------------- | ------------------------ |
| Haro       | Vincitrice Coppa della Regina 2011-12 | Debutto                  |
| Ciutadella | Vincitrice Superliga 2011-12          | Supercoppa spagnola 2009 |

## Torneo
| 1º novembre 2012 Polideportivo El Ferial, Haro Durata: 1h:05 - Spettatori: 1 200 | Haro | 3 - 0 | Ciutadella | 25-18, 25-20, 25-10 |